# Der sympathische Hochstapler
Der sympathische Hochstapler, Alternativtitel Patient mit Dachschaden und Nur eine Woche Millionär, ist eine US-amerikanische Filmkomödie aus dem Jahr 1954. Es handelt sich um eine Neuverfilmung von William A. Wellmans Film Denen ist nichts heilig (1937).

## Handlung
Homer Flagg ist Bahnhofsvorsteher im winzigen Wüstenstädtchen Desert Hole, einer Stadt mit nur fünf Häusern. Doch Homer träumt davon, eines Tages nach New York zu gehen, um endlich etwas zu erleben. Bei der erstbesten Gelegenheit springt er auf einen Güterzug, um davonzufahren. Doch sein Waggon wird an einen Militärzug gekoppelt und fährt in die andere Richtung davon. Als er vor den Soldaten davonrennt, landet er zufällig auf dem Atombombentestgelände in Los Alamos, wo er ein verseuchtes Auto stiehlt und dadurch später selbst denkt, er sei verstrahlt und hätte nur noch drei Wochen zu leben.
In New York erfährt die junge Reporterin Wally Cook von der Morning Chronicle von Homers Schicksal und überredet ihren Verleger Oliver Stone dazu, Homer seinen letzten Wunsch zu erfüllen und ihn nach New York zu holen. Homer hat inzwischen von seinem Arzt und besten Freund Dr. Steve Harris erfahren, dass es eine Fehldiagnose war und er weder verstrahlt noch krank ist. Als Wally in Desert Hole auftaucht, geben beide Männer vor, dass er doch krank ist, da sie sich zum einen beide in Wally verliebt haben und zum anderen gratis New York sehen wollen.
In New York nutzt Homer die Geschenke und das Mitleid der Leute gründlich aus. Bei einem Tanzabend kollabiert er vor hunderten Zeugen aufgrund seines starken Alkoholkonsums, was die Medien nun noch mehr auf ihn aufmerksam macht. Wally ist so um ihn besorgt, dass sie ihn heiraten möchte. Steve allerdings ist in sie verliebt und küsst sie, was Homer heimlich beobachtet. Die Hochzeit platzt vor allen Gästen und Homer gibt vor, verrückt zu werden. Während Homer seinen Rausch ausschläft, ruft Wally auf Olivers Rechnung drei Spezialisten aus Hongkong, Wien und Paris, die sich um Homer kümmern sollen. Steve will dies verhindern, da der Schwindel sonst auffliegt, und will Homer aus dem Krankenhaus schmuggeln. Dabei geht er K.O. und Homer gibt ihn als Patienten aus. Als die Verwechslung auffällt, wird der richtige Homer untersucht, wobei die beiden den gleichen Trick anwenden (eine Uhr im Röntgenapparat), um die Fehldiagnose zu erwirken.
Der Betrug fliegt auf und Stone ist empört, da er ausgenommen wurde. Wally ist ebenfalls wütend und will, dass Homer einen Suizid vortäuscht, um ihren und seinen Ruf zu retten. Auf der Brooklyn Bridge will Stone ebenfalls, dass er springt, um den Ruf seiner Zeitung zu retten. Der Bürgermeister will ihn retten und drängt ihn zu bleiben. Homer springt in das Ruderboot, in dem Steve und Wally sitzen und versenkt es. Er überlebt, wird aber für tot erklärt.
Bei der Gedenkfeier werden Homer und Steve zum Putzdienst verdonnert. Steve hat Wally inzwischen geheiratet. Glücklich darüber, dass sie in New York bleiben, putzen beide singend die Straßen.

## Kritik
Der film-dienst nannte Ein sympathischer Hochstapler ein „mit viel Klamauk und Grimassenkomik, aber streckenweise auch mit zündendem Witz inszeniertes Remake von William A. Wellmans Denen ist nichts heilig, USA 1937.“
Für Cinema war die Musical-Komödie „Slapstick mit Kritik an der Sensationspresse“.